# Sagan om Björn hitardalskämpen
Sagan om Björn hitardalskämpen (isl. Bjarnar saga Hítdælakappa) är en av islänningasagorna. Handlingen äger rum i Hítardalur i södra delen av Snæfellsnes på Island, strax norr om bygden i Borgarfjörður. Handlingen äger rum mellan 1000 och 1025.

## Handling
Sagan handlar om skalden Björn. Björn lämnar sin fästmö Oddny, som lovar vänta på honom i tre år, och reser till Norge. Där träffade han en annan skald, Tord. Denne går bakom ryggen på Björn. Tord seglar till Island och den väntande bruden. Där sprider han det lögnaktiga ryktet om Björns död.
Björn, som är intet ont anande, är under tiden på vikingatåg. Han förvärvar under strider i Ryssland och i Frankrike ett  rykte som en kämpe, i synnerhet i tvekamp. Efter Björns återkomst till Island försöker han leva vid sidan av Oddny och Tord. Detta leder till spänningar, konflikter och fientlighet. Till följd av detta dräps Björn av Tord.

## Tillkomst, manuskript och översättning
Sagan skrevs i början av 1200-talet av en författare som bodde i Hítardalur.
Kvar av det ursprungliga manuskriptet finns endast två lösrivna pergamentblad. För övrigt finns en pappershandskrift från 1600-talet. Den trycktes första gången i Köpenhamn år 1847.
Sagan är översatt till svenska av Åke Ohlmarks (1963).